# Lignerolle
Lignerolle är en ort och kommun i distriktet Jura-Nord vaudois i kantonen Vaud, Schweiz. Kommunen har 462 invånare (2023).